# Arjan Goorman
Arjan Goorman (Wehl, 21 januari 1985) is een Nederlands voormalig voetballer, die bij voorkeur op het middenveld speelde, maar hij ook als back uit de voeten kon.
Goorman speelde in de jeugd voor Concordia-Wehl, waarna hij in de jeugd van De Graafschap belandde. Hier doorliep hij de opleiding en kwam hij tot één invalbeurt in een wedstrijd tegen Excelsior. Goorman vertrok naar de amateurs van Babberich. Hier groeide hij uit tot aanvoerder en voor het seizoen 2010/11 contracteerde de Topklasser Achilles '29 de 25-jarige. In zijn tweede seizoen (2011/12) werden de Groesbekers kampioen, maar omdat Goorman niet veel in de plannen van Eric Meijers betrokken werd, besloot hij te vertrekken. HSC '21, een andere club in de Topklasse zondag, contracteerde de middenvelder voor het volgende seizoen. Voordat Goorman naar HSC vertrok, wist zijn team nog wel het algemeen amateurkampioenschap te winnen van Spakenburg. In het seizoen 2015/16 kwam Goorman uit voor DOVO en een seizoen later voor FC Lienden. Sinds medio 2017 komt hij uit voor SV DFS. In 2020 beëindigde hij zijn spelersloopbaan.
Nu speelt Arjan bij Concordia-Wehl 4 en konden ze tegen DCS 4 in de beker geen potten breken.

## Erelijst
- Districtsbeker Oost: 2011
- KNVB beker voor amateurs: 2011
- Super Cup voor amateurs: 2011
- Topklasse Zondag: 2012
- Algemeen amateurkampioenschap: 2012